# Публій Автроній Пет
Пу́блій Автро́ній Пет (лат. Publius Autronius Paetus; I століття до н. е.) — політичний, державний та військовий діяч часів пізньої Римської республіки, консул 65 року до н. е., що не вступив у повноваження.

## Біографія
Походив з плебейського роду Автроніїв. Про батьків, юні роки його відомостей не збереглося.
75 року до н. е. його було призначено квестором, що згідно із законом Сулли 81 року до н. е. для плебеїв означало, що 75 року до н. е. його вік не міг бути молодшим від 32 років, бо тільки з того віку плебей міг отримати квестуру. Згідно з цим законом Публій Автроній автоматично став сенатором римського сенату. Квестором він був разом з Марком Туллієм Цицероном.
73 року до н. е. він був легатом в Греції у проконсула Марка Антонія Кретіка, батька Марка Антонія.
65 року до н. е. його було обрано усіма центуріями консулом разом з Публієм Корнелієм Суллою, але посаду вони не обійняли, адже син одного з опонентів на виборах того року — Луція Манлія Торквата звинуватив їх у підкупі виборців. Через це Публія Автронія і його колегу було виключено з сенату і з консулату. Їх замінили консули Луцій Маній Торкват і Луцій Аврелій Котта. Після цього Публій Автроній приєднався до змови Луція Сергія Катіліни проти Цицерона у 63 році до н. е. Змова була розкрита і Публія Автронія було засуджено на вигнання до Епіру. Коли в свою чергу Цицерона було вислано 58 року до н. е. з Риму, він у своїх листах бідкався, що боїться бути вбитим Публієм Автронієм. 
З того часу про подальшу долю Публія Автронія Пета згадок немає.